# KF Vëllaznimi Djakowica
KF Vëllaznimi Djakowica (alb. Klubi Futbollistik Vëllaznimi Gjakovë, serb. cyr. Фудбалски клуб Веллазними Ђаковица) – kosowski klub piłkarski, mający siedzibę w mieście Djakowica, w południowo-zachodniej części kraju.

## Historia
Chronologia nazw:
- 1927: KF Vëllaznimi Djakowica

Klub piłkarski KF Vëllaznimi został założony miejscowości Djakowica w roku 1927. Zespół występował w niższych ligach mistrzostw Jugosławii. W sezonach 1967/68, 1968/69, 1969/70, 1970/71, 1973/74, 1979/80, 1981/82, 1985/86, 1989/90 zdobywał mistrzostwo regionalne Kosowa. W 1990 po utworzeniu Pierwszej Ligi Kosowa startował w mistrzostwach kraju. W 2001 spadł do drugiej ligi. W następnym sezonie 2001/02 zajął pierwsze miejsce w grupie A drugiej ligi i wrócił do pierwszej ligi. W sezonie 2012/13 zajął przedostatnie miejsce w Superlidze (pierwsza liga została przekształcona w międzyczasie na Superligę) i spadł do pierwszej ligi. Po roku wrócił do Superligi. Ale nie utrzymał się w niej i spadł znów do pierwszej ligi w 2015.

## Sukcesy

### Trofea międzynarodowe
Nie uczestniczył w rozgrywkach europejskich (stan na 31-05-2016).

### Trofea krajowe
| \| \| Zdobyte trofea w rozgrywkach Kosowa (stan na: 31-05-2016) \| |                                                           |      |                           |
| Rozgrywki                                                          | Osiągnięcie                                               | Razy | Sezon(y)                  |
| Mistrzostwo                                                        | I miejsce                                                 | 0    |                           |
| Mistrzostwo                                                        | II miejsce                                                | 1    | 2007/08                   |
| Mistrzostwo                                                        | III miejsce                                               | 3    | 2002/03, 2008/09, 2011/12 |
| Puchar                                                             | zdobywca                                                  | 1    | 2007/08                   |
| Puchar                                                             | finalista                                                 | 1    | 2009/10                   |
| II liga                                                            | I miejsce                                                 | 1    | 2001/02 (Grupa A)         |
| II liga                                                            | II miejsce                                                | 1    | 2013/14                   |
| II liga                                                            | III miejsce                                               | 0    |                           |
| Kosowo                                                             | Zdobyte trofea w rozgrywkach Kosowa (stan na: 31-05-2016) |      |                           |

## Stadion
Klub rozgrywa swoje mecze domowe na Stadionie Miejskim w Djakowicy, który może pomieścić 6500 widzów.